# Paradise View
Paradise View – miejscowość w Antigui i Barbudzie; na wyspie Antigua (Saint John); liczy 516 mieszkańców (2001)